# ستانلي إف. بيرش جونيور
ستانلي إف. بيرش جونيور (بالإنجليزية: Stanley F. Birch, Jr.)‏ هو قاضي ومحامي أمريكي، ولد في 29 أغسطس 1945 في Langley Air Force Base ‏ في الولايات المتحدة.

## وصلات خارجية
- ستانلي إف. بيرش جونيور على موقع إن إن دي بي (الإنجليزية)